# 1871 en Colombie-Britannique
Chronologie de la Colombie-Britannique
- 1867
- 1868
- 1869
- 1870
- 1871
- 1872
- 1873
- 1874
- 1875

Cette page concerne des événements qui se sont produits durant l'année 1871 dans la province canadienne de la Colombie-Britannique.

## Politique

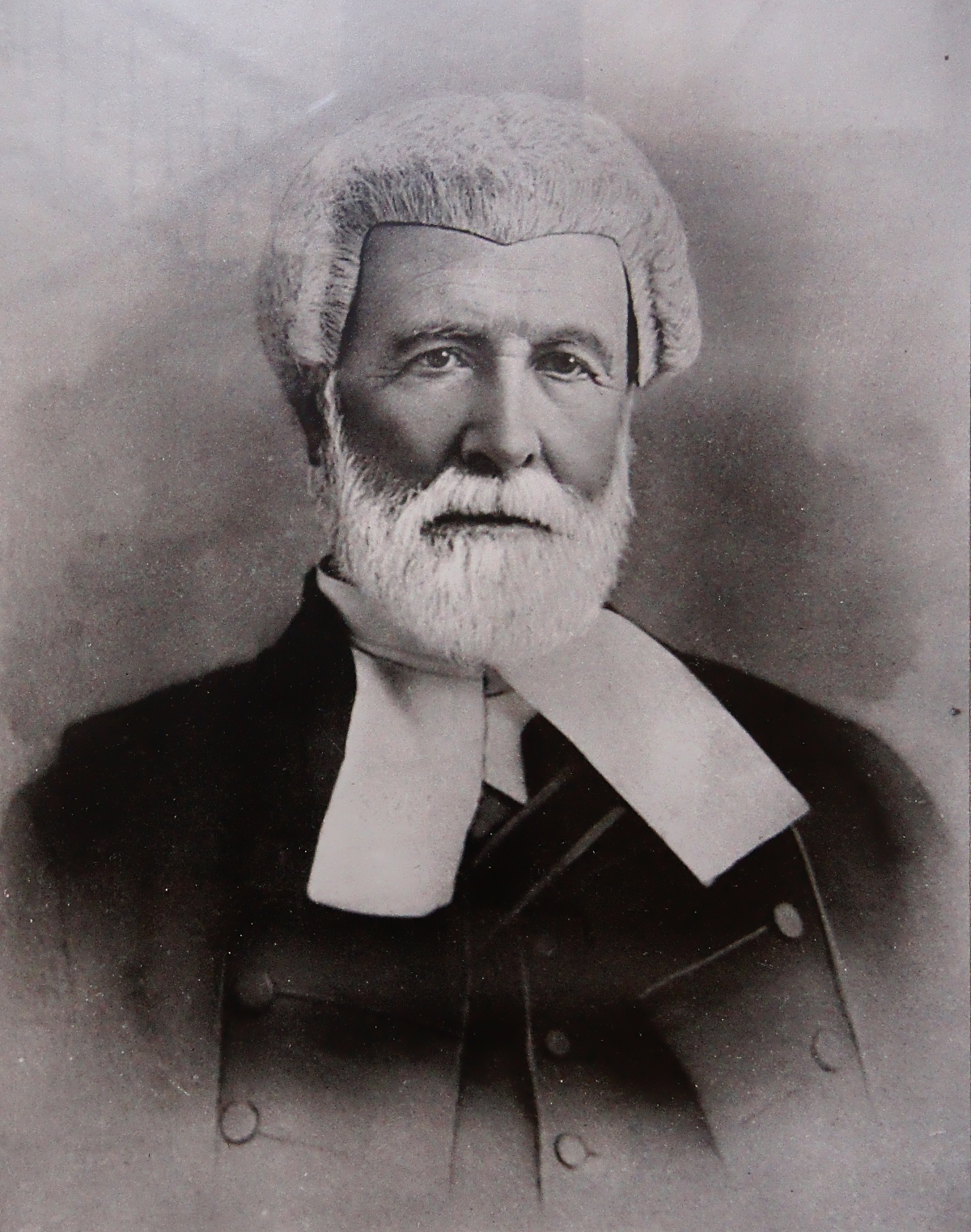
John Foster McCreight

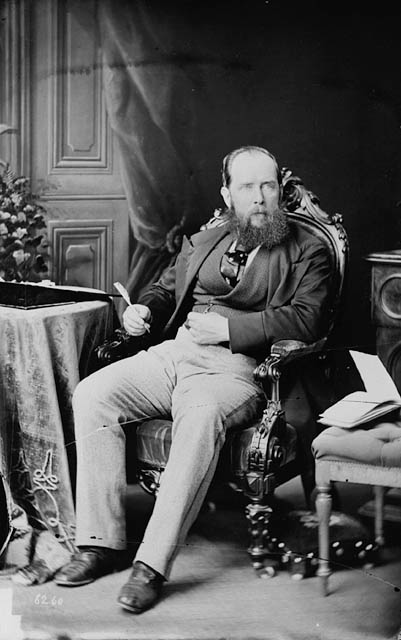
Joseph Trutch

- Premier ministre : John Foster McCreight
- Lieutenant-gouverneur : Joseph Trutch
- Législature : 1re

## Événements
- La création d’un chemin de fer transcontinental est la condition expresse de l’entrée de la Colombie-Britannique dans la Confédération.
- 5 juillet : Joseph Trutch devient le premier lieutenant-gouverneur de la Colombie-Britannique.
- 20 juillet :
  - 1re élection générale provinciale (en).
  - Création de la province de la Colombie-Britannique et la ville Victoria devient la capitale de la province[1].
- 13 novembre : John Foster McCreight devient le premier premier ministre de la Colombie-Britannique.
- 24 novembre : les libéraux Amor De Cosmos et Henry Nathan Junior (en) sont élus députés fédéraux de la District de Victoria et Nathan devient le premier juif canadien à la Chambre des communes
- 13 décembre : le conservateur Hugh Nelson est élu député fédéral du district de New Westminster (en) face à un certain homme, Scott.
- 15 décembre : le conservateur Robert Wallace (en) est élu député fédéral de l'Île de Vancouver face à un certain homme, Scott.
- 19 décembre : lors des deux élections partielles fédérales, le libéral Charles Frederick Houghton (en) est élu sans opposition député de la District de Yale (en) et le libéral-conservateur Joshua Spencer Thompson est élu sans opposition député de la District de Cariboo (en).

## Naissances
- 13 décembre à Victoria : Emily Carr, morte le 2 mars 1945 à Victoria, artiste peintre canadienne[2],[3].

## Décès
- 28 juillet - Modeste Demers, missionnaire et évêque de l'île de Vancouver.